# Église Saint-Pierre de Norroy-le-Veneur
Pour les articles homonymes, voir Église Saint-Pierre.
L'église Saint-Pierre est une église catholique située à Norroy-le-Veneur, en France.

## Description
Cette église se trouve à Norroy-le-Veneur, petite commune située au nord-est de Metz. Il s'agit d'une église fortifiée comme on peut en voir beaucoup dans le Pays messin. Elle est de style gothique.
L'église était comprise dans la forteresse (chœur carré massif avec chemin de ronde, clocher massif à plusieurs étages jadis voûtés).

## Localisation
L'église est située dans le département français de la Moselle, sur la commune de Norroy-le-Veneur.

## Historique
XVe siècle gothique à 3 nefs avec 2 tours romanes fortifiées ; sous le chœur, crypte romane XIIe siècle ; Vierge en pierre XVe siècle, vitraux XVIe siècle de Thomas de Clinchamp, qui a été rénovée de 1998 jusqu'en 2007.
L'édifice est classé au titre des monuments historiques en 1983.